# Baku Cup
Baku Cup – kobiecy turniej tenisowy kategorii WTA International Series zaliczany do cyklu WTA Tour. Rozgrywany na kortach twardych w Baku, w Azerbejdżanie, od 2011 do 2015 roku.

## Mecze finałowe

### gra pojedyncza
| Rok  | Mistrzyni           | Finalistka         | Wynik         |
| 2015 | Margarita Gasparian | Patricia Maria Țig | 6:3, 5:7, 6:0 |
| 2014 | Elina Switolina     | Bojana Jovanovski  | 6:1, 7:6(2)   |
| 2013 | Elina Switolina     | Szachar Pe’er      | 6:4, 6:4      |
| 2012 | Bojana Jovanovski   | Julia Cohen        | 6:3, 6:1      |
| 2011 | Wiera Zwonariowa    | Ksienija Pierwak   | 6:1, 6:4      |

### gra podwójna
| Rok  | Mistrzynie                            | Finalistki                          | Wynik             |
| 2015 | Margarita Gasparian Aleksandra Panowa | Witalija Djaczenko Olha Sawczuk     | 6:3, 7:5          |
| 2014 | Aleksandra Panowa Heather Watson      | Raluca Olaru Szachar Pe’er          | 6:2, 7:6(3)       |
| 2013 | Iryna Buriaczok Oksana Kalasznikowa   | Eleni Daniilidu Aleksandra Krunić   | 4:6, 7:6(3), 10–4 |
| 2012 | Iryna Buriaczok Walerija Sołowjowa    | Eva Birnerová Alberta Brianti       | 6:3, 6:2          |
| 2011 | Marija Korytcewa Tacciana Puczak      | Monica Niculescu Galina Woskobojewa | 6:3, 2:6, 10–8    |